# DT-54
DT-54 (ros. ДТ-54) – gąsienicowy ciągnik rolniczy produkowany w latach 1949–1979 w ZSRR w trzech fabrykach, opracowany w Stalingradzkiej Fabryce Traktorów (STZ).

## Historia
W skolektywizowanym wielkopowierzchniowym rolnictwie ZSRR od okresu międzywojennego szeroko używane były ciągniki gąsienicowe. Ciągnik DT-54 wywodził się z konstrukcji przedwojennego ciągnika gąsienicowego STZ-NATI produkowanego przez Stalingradzką Fabrykę Traktorów (STZ, od 1961 roku Wołgogradzka Fabryka Traktorów – WgTZ). Oprócz innych ulepszeń, główną zmianą było zastosowanie silnika wysokoprężnego o mocy 54 KM zamiast benzynowego, co pozwoliło na zwiększenie ekonomiki pracy. Zastosowano też pięciobiegową skrzynię biegów i poprawiono ergonomię pracy przez zmniejszenie siły potrzebnej do kierowania. Od 1953 roku zastosowano w pełni zakrytą kabinę.

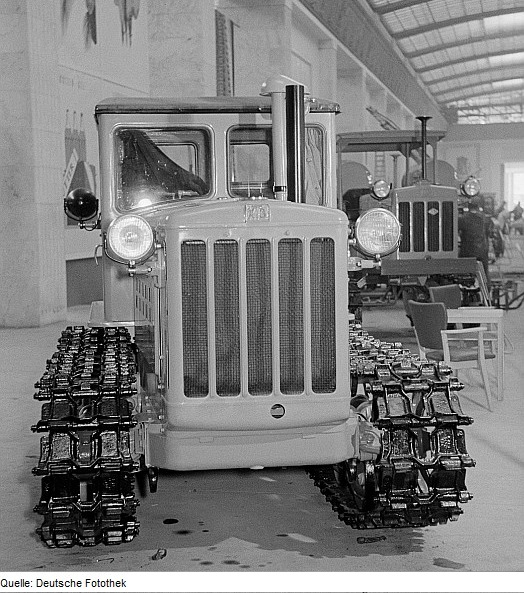
DT-54 na Targach Lipskich w 1954

Pierwsze egzemplarze silników testowano na ciągnikach STZ-NATI, a prototypy nowego ciągnika testowano w latach 1946–1948 w różnych warunkach. 7 listopada 1949 roku, z okazji rocznicy rewolucji październikowej, nowe ciągniki zaprezentowano publicznie w Stalingradzie. Zgodnie z poleceniem władz, 25 listopada 1949 DT-54 zastąpił ciągnik STZ-NATI na liniach produkcyjnych w STZ bez wstrzymywania produkcji. Produkcję w tym samym roku rozpoczęto też w Charkowskiej Fabryce Traktorów (ChTZ) w Charkowie, a w 1952 roku w Ałtajskiej Fabryce Traktorów (ATZ) w Rubcowsku. W 1950 roku główny inżynier W. Kargapołow i główny konstruktor A. Płatonow oraz grupa pracowników zakładów ChTZ i ATZ otrzymali nagrody państwowe za skonstruowanie i wdrożenie ciągnika.
W toku produkcji poprawiano jakość i wprowadzano ulepszenia. Po wprowadzeniu w 1957 roku systemu hydraulicznego podwieszania osprzętu, oznaczenie zmieniono na DT-54A. Produkowano też odmiany o mniejszym nacisku jednostkowym do poruszania się po grząskim terenie DT-55 i DT-55A. Od 1958 roku produkowano wersję pochodną DТ-57 do pracy na stokach o dużym nachyleniu (do 25°), z mechanizmami podwieszeń z przodu i z tyłu dla uniknięcia konieczności zawracania, otwartą lżejszą kabiną z dwoma siedzeniami w obu kierunkach, skrzynią biegów z pięcioma przełożeniami w obu kierunkach oraz innymi ulepszeniami. Krótko przed zakończeniem produkcji w WgTZ, co nastąpiło 30 grudnia 1963 roku, produkowano tam wariant DT-54W (ДТ-54В), wykorzystujący niektóre elementy, jak kabina i zawieszenie od wdrażanego nowego ciągnika DT-75. Produkcja DT-54 w zakładach ATZ trwała jeszcze do 1979 roku.

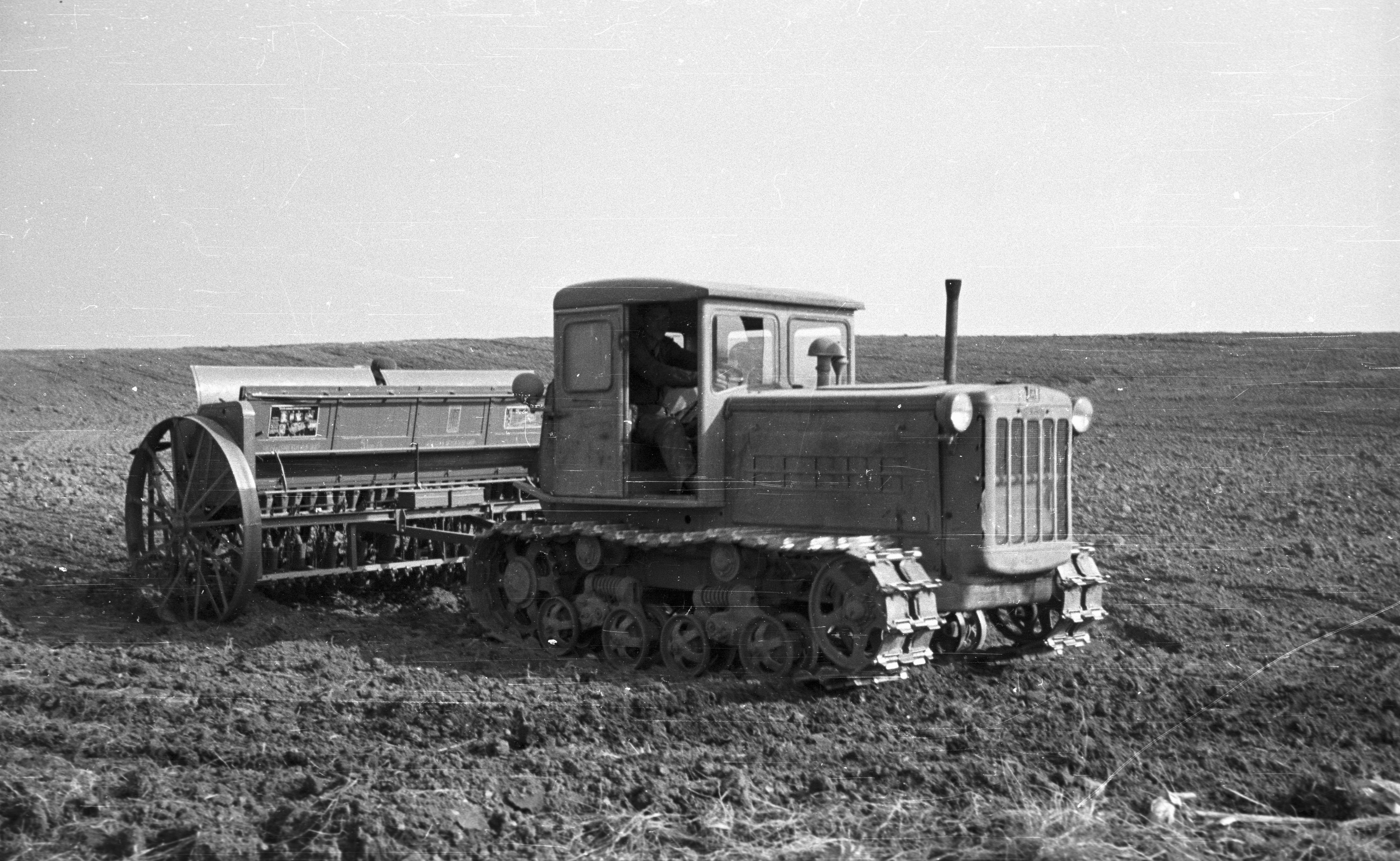
DT-54 z siewnikiem

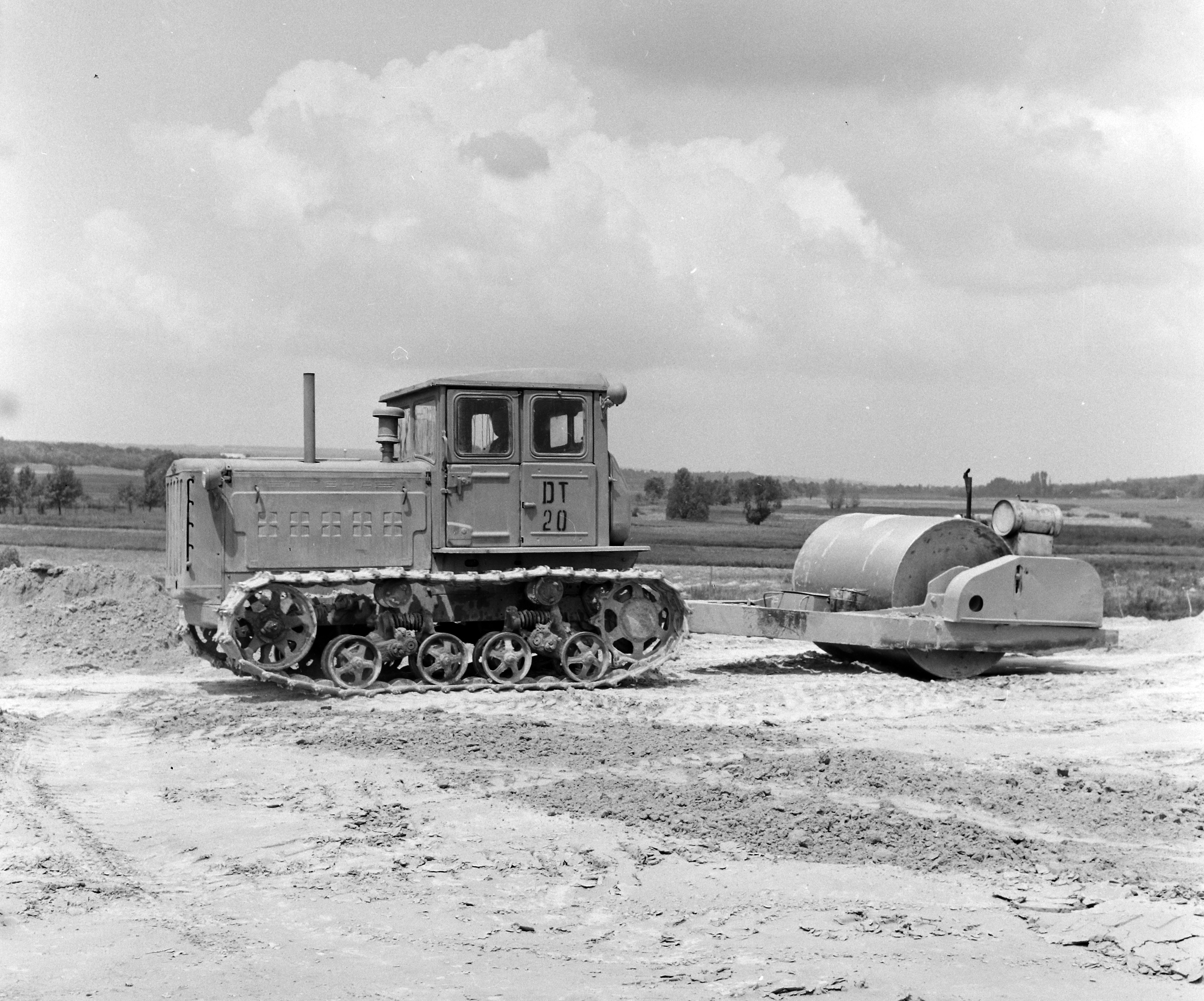
DT-54 z walcem

Z uwagi na dobre charakterystyki eksploatacyjne i niewielki koszt, ciągniki DT-54 były masowo produkowane i zyskały wielkie rozpowszechnienie ZSRR w latach 50. i 60. Stały się najpopularniejszym typem ciągników rolniczych w brygadach ciągnikowych funkcjonujących do 1958 roku Stacji Maszynowo-Traktorowych (ros. MTS), odgrywających dużą rolę w powiększeniu areału upraw na wcześniej niewykorzystywane ziemie. Ogółem wyprodukowano ich 957 900. Wykorzystywano je też na mniejszą skalę do celów przemysłowych i budowlanych, na przykład ze spychaczem, do czego jednak nadawały się w ograniczonym zakresie z uwagi na mniejszą moc. Były one również eksportowane, głównie do krajów bloku wschodniego.

## Opis techniczny
Napęd stanowił czterocylindrowy czterosuwowy silnik wysokoprężny z wtryskiem pośrednim D-54, z komorą wirową, rozwijający moc 54 KM (39,6 kW). W modelu DT-54A był ulepszony silnik D-54A. Dla podwyższenia żywotności w trudnych warunkach, silnik miał dwustopniowy filtr paliwa, trzystopniowy filtr oleju i trzystopniowy filtr powietrza. Silnik uruchamiany był przy pomocy dwusuwowego benzynowego silnika startowego PD-10 lub PD-10M. Silnik rozruchowy był chłodzony wodą we wspólnym obiegu i jego drugim zadaniem było podgrzanie silnika głównego. Skrzynia biegów miała pięć biegów do przodu i jeden do tyłu. Od 1956 roku montowano ulepszony tylny most napędowy dzielony na trzy części, z osobnymi przedziałami dla sprzęgieł bocznych, co upraszczało kierowanie.
Podstawę konstrukcji ciągnika stanowiła rama prostokątna. Zawieszenie składało się z dwóch dwukołowych resorowanych wózków (z podwójnymi metalowymi kołami), zawieszonych wahliwie po każdej ze stron. Gąsienicowy układ jezdny dopełniały koła napędowe z tyłu, koła napinające z przodu i dwa podwójne koła podtrzymujące po każdej stronie. Ciągnik rozwijał prędkość od 3,6 do 7,9 km/h. Skrzynia biegów mogła dodatkowo być wyposażona w reduktor, zmniejszający minimalną prędkość do 0,48 km/h.
Ciągniki poszczególnych producentów różniły się skrótami fabryk wytłoczonymi cyrylicą nad atrapą chłodnicy: СТЗ (STZ), później ВГТЗ (WGTZ), ХТЗ (ChTZ) lub АТЗ (ATZ). Po bokach okapotowania silnika była wytłoczona nazwa cyrylicą:  ДТ-54 lub ДТ-54A.